# Bahram V.
Bahram V. (Vahram, Varahran), s nadimkom Gor („Divlji magarac“), je 420./421. do 438. bio Veliki kralj Perzije iz dinastije Sasanida. Perzijska književnost i umjetnost kasnije je upečatljivo tematizirala njegov život.
Bahram, koji je dio mladosti proveo na dvoru Lahmida u Hiri, zavladao je nakon zagonetne smrti svoga oca Jezdegerda I. U opoziciji prema njemu bilo je moćno visoko plemstvo i ništa manje moćni svećenici zoroastrizma u čijoj je uroti najvjerojatnije i ubijen njegov otac.
Plemstvo je čak htjelo isključiti Jezdegerdove sinove iz nasljedstva prijestolja (Jezdegerdov najstariji sin bio je ubijen) te za kralja postavilo Hozroja iz sporedne linije Sasanida. No Bahram je uz potporu Lahmida ipak uspio zavladati pri čemu je plemstvu napravio nekoliko ustupaka. Bahram je bio značajan vladar čiji je život kasnije obavijen legendama.
U upravljanju državom pomagalo mu je više dvorjana njegova oca, Podupirao je umjetnost i bavio se prije svega svojom najdražom zanimancijom lovom odakle mu i nadimak. Bahram koji je slovio kao viteški karakter bio je omiljen u narodu i uspješan u ratovima. Ubrzo nakon stupanja na prijestolje pobijedio je oko 427. Heptalite zarobivši golem plijen.
Na zapadu je zbog spora oko Armenije i sukoba perzijskih kršćana i svećenika zoroastrizma još potkraj vladavine njegova oca došlo do rata s Istočnorimskim Carstvom. Čini se da je pritom carica Elija Pulherija pozvala na „križarski rat“ protiv Perzije. Najvažniji zapadni izvor Sokrat Skolastik ne kaže da su Rimljani bili ti koji su prekršili primirje (Sokrat, Povijest Crkve, 7,18 i 7,20). Bahram je u tom ratu bio na čelu vojske i perzijske su trupe napale Theodosiopolis u Mezopotamiji, dok su Rimljani opsjeli Nisibis. U dvjema bitkama Rimljani su pobijedili, ali su se zbog teškoća na drugim frontama morali povući te pritom nije uspio ni napad na perzijske saveznike arapske Lahmide. Rat je tako najvjerojatnije završio već 422. Pritom je dogovoreno da malobrojni sljedbenici zoroastrizma u Rimskom Carstvu i mnogobrojni kršćani u Perziji mogu slobodno ispovijedati svoju vjeru. Rim (odnosno u to doba već Bizant) obvezao se da će Perziji platiti danak, a Perzija se obvezala da će utvrditi kavkaske prijevoje protiv provala Huna. Obje su se strane također obvezale da neće graditi nikakve nove utvrde duž zajedničke granice.
Bahram je ujesen 438. (ili početkom 439.) umro (prema nekim izvješćima u lovu). Naslijedio ga je sin Jezdegerd II. Važan izvor za njegovu vladavinu je perzijsko-arapski povjesničar Tabari.